# Cava (DO)
Pour les articles homonymes, voir Cava.
Ne doit pas être confondu avec Calvados (eau-de-vie).

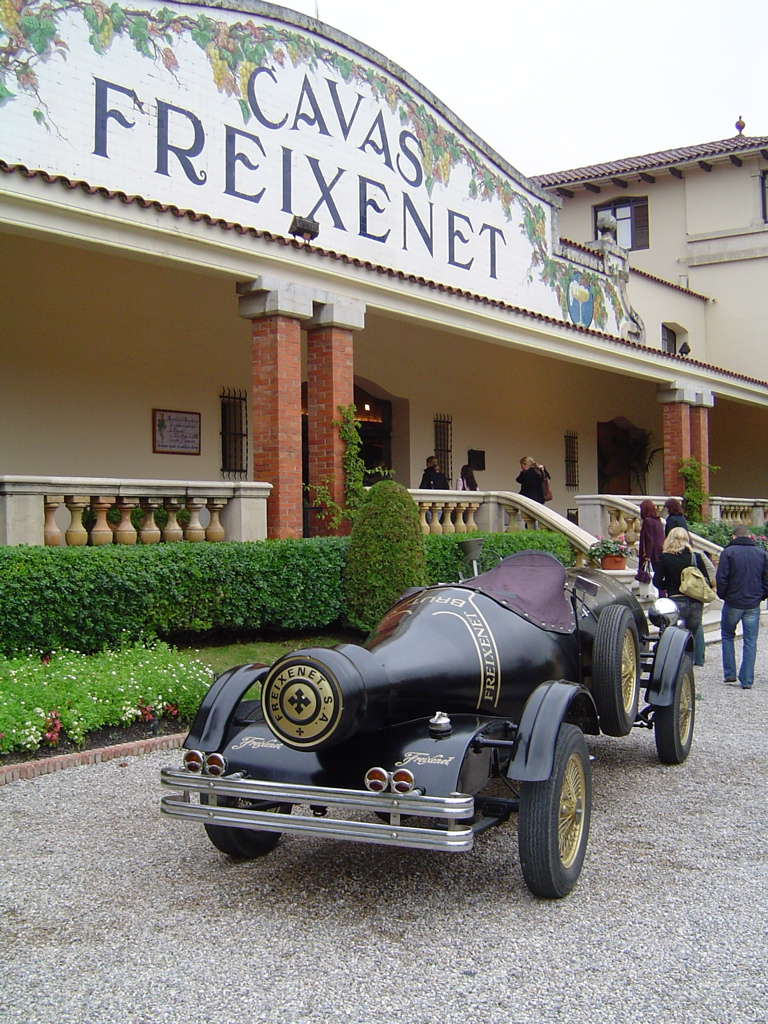
Devanture du producteur Freixenet dans le Penedès en Catalogne.

Le cava (terme qui signifie cave en catalan) est un vin mousseux produit en Catalogne mais aussi à Requena et Cheste (province de Valence), Haro et Grávalos (La Rioja), Mendavia (Navarre), en Estrémadure, en Aragon et à Aranda de Duero (province de Burgos). Élaboré selon la méthode traditionnelle, le cava présente des caractéristiques gustatives proches de celles des vins de Champagne.
Le terme de DOP signifie Denominación de Origen Protegida (es) (dénomination d'origine protégée), dans le cadre de la réglementation espagnole.
L'Union européenne reconnaît le cava en tant qu'AOP Cava, et sa production est contrôlée par le Conseil régulateur du cava (Consell Regulador del Cava).

## Histoire
L’Institut Agrícola Català de Sant Isidre commença à utiliser la méthode traditionnelle sur des cépages blancs originaires du Penedès dans le dernier quart du XIXe siècle. La première bouteille de ce vin effervescent fut produite à la masia de Can Codorníu, à Sant Sadurní d'Anoia, par Josep Raventós i Fatjó en 1872.
En 1887 le phylloxéra arriva au Penedès, détruisant les cultures de raisin, mais ceci impulsa une rénovation des variétés utilisées, avec les cépages blancs de qualité remplaçant les noirs.
En 1972, après un conflit avec les producteurs de champagne français portant sur l'utilisation du nom "Champagne" par les producteurs de Cava, le Conseil régulateur des vins effervescents fut créé ainsi que l'appellation Cava, ce qui rejoint le terme déjà utilisé de vi de cava (vin de cave).

## Méthode de production traditionnelle

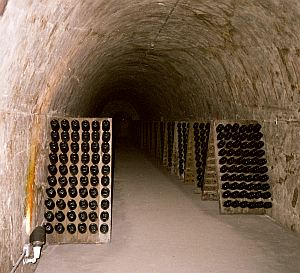
Bouteilles de vin mousseux dans une cave.

La méthode de production traditionnelle est la même que celle utilisée pour l'élaboration du champagne, la méthode champenoise.

### Variétés de raisin utilisées
Les variétés principales utilisées dans la production du cava sont le Macabeu, la Parellada et le Xarel·lo. Chacune apporte au produit final des caractéristiques qui se complètent :
- Le macabeu apporte la douceur et le parfum,
- la parellada la finesse, la fraîcheur et l'arôme et
- le xarel·lo le corps et la structure.

Les variétés secondaires sont le chardonnay et le malvoisie.
Les variétés noires comme le grenache, le monestrell, le pinot noir et le trepat sont utilisées dans la production du cava rosé.
Le vin de base, qui est le vin de base pour la seconde fermentation, est élaboré à partir des variétés citées ci-dessus. Le processus de vinification est le même : après un peu de temps passé dans le pressoir à basse pression, le moût est clarifié pour éliminer la terre et les feuilles et ensuite laissé fermenter. L'assemblage est fait une fois le vin de base obtenu.

### Seconde fermentation

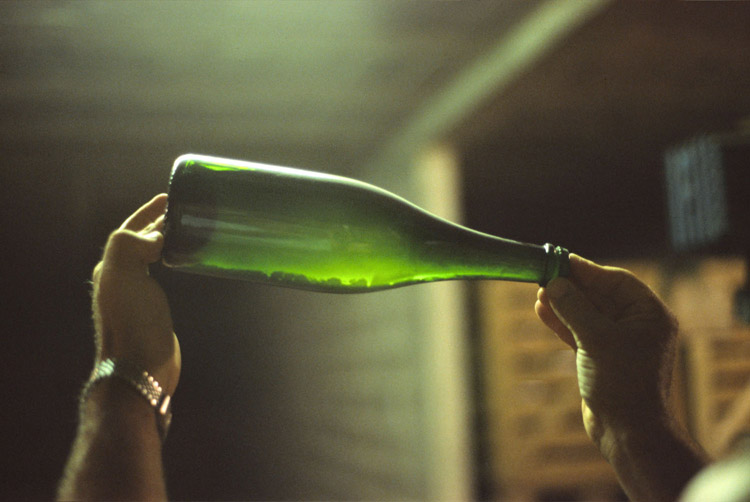
Vin mousseux avec sédiments avant le dégorgement.

La méthode traditionnelle proprement dite commence avec le tirage, c'est-à-dire la mise en bouteille en y ajoutant la liqueur de tirage ; c'est donc un mélange de vin, de sucre et de levure qui, en fermentant, produit le dioxyde de carbone et l'arôme caractéristique du cava.
Les bouteilles sont laissées au repos en position horizontale dans des caves noires et tranquilles, à une température constante de 15ºC. La durée de repos est de neuf mois minimum.
Ensuite vient le remogut : pour éliminer les impuretés, les bouteilles sont mises sur des "pupitres" inclinés afin de faire tomber les sédiments jusqu'aux cols des bouteilles. Autrefois, le processus se faisait à la main, en tournant quotidiennement chaque bouteille d'un huitième de tour et en augmentant son inclinaison.
Quand la bouteille est en punta, totalement inversée, commence le processus du dégorgement (degollament). Traditionnellement, ceci se faisait en débouchant la bouteille et en laissant sortir les impuretés, mais de nos jours cette opération est faite en congelant le col et en sortant le bloc de glace ainsi produit, qui contient les impuretés.
On peut remplacer le liquide ainsi perdu en rajoutant de la liqueur d'expédition (licor d'expedició), faite de sucre et de vin blanc. La quantité de sucre dans cette liqueur déterminera le type de cava.
Finalement, on met le bouchon en liège, retenu par une capsule métallique entourée d'un muselet en fil de fer.

## Types de cava

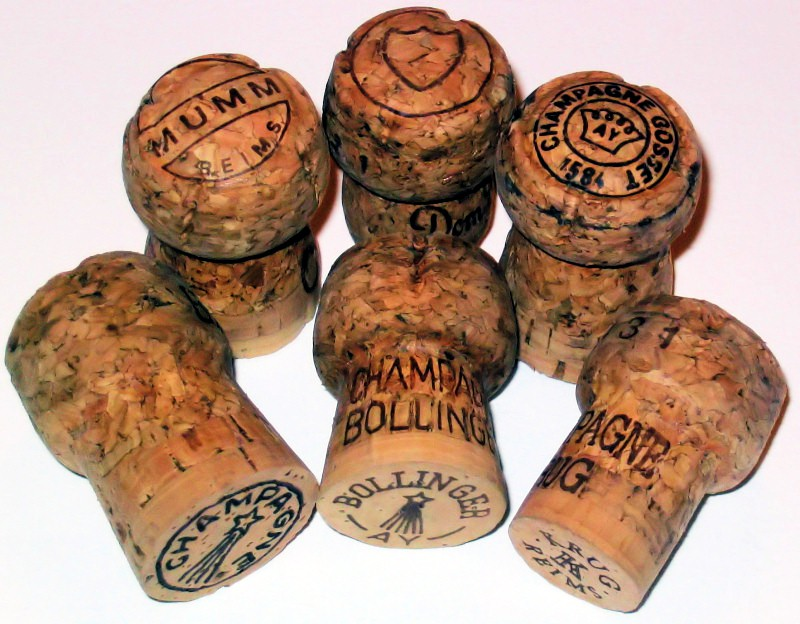
Bouchons en liège.

Le type de cava est déterminé par la quantité de sucre dans la liqueur d'expédition.
- Brut nature : sans sucre ajouté
- Extra brut : jusqu'à 6 grammes de sucre par litre
- Brut : jusqu'à 12 g
- Extra sec : entre 12 et 17 g
- Sec : entre 17 et 35 g
- Demi-sec : entre 33 et 50 g
- Doux : plus de 50 g

La liqueur d'expédition n'est pas ajoutée dans le cas des bruts nature et extra ; on n'ajoute que du vin pour compenser la quantité de vin qui a été perdue lors du dégorgement. L'absence de sucre ajouté fait que ces types de cava sont plus exigeants en matière de qualité. Leur production augmente tandis que celle du demi-sec diminue ; le doux, lui, n'est plus produit commercialement.